# Benedizionale di Sant'Etelvoldo

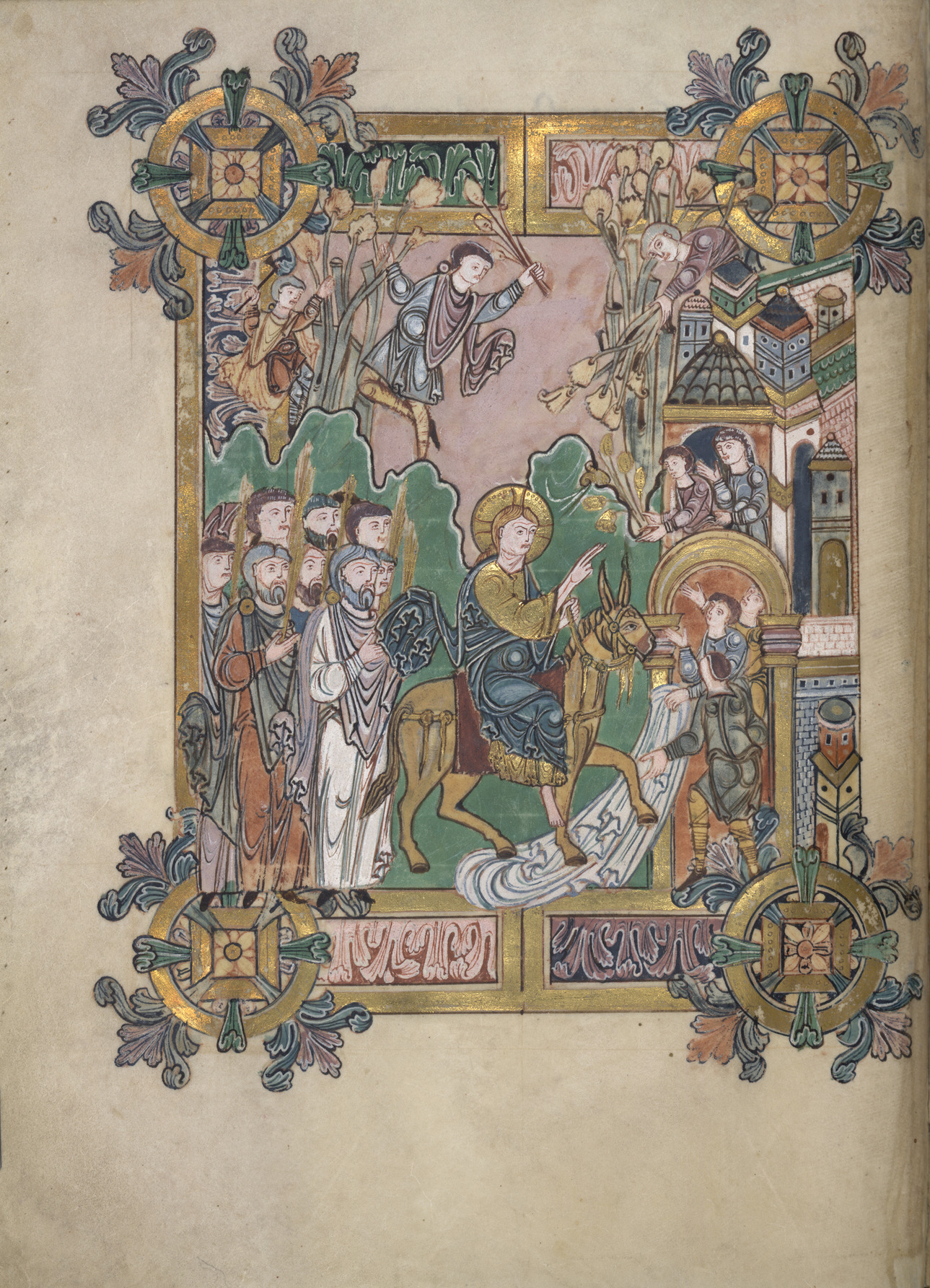
L'ingresso di Cristo in Gerusalemme, f. 45v

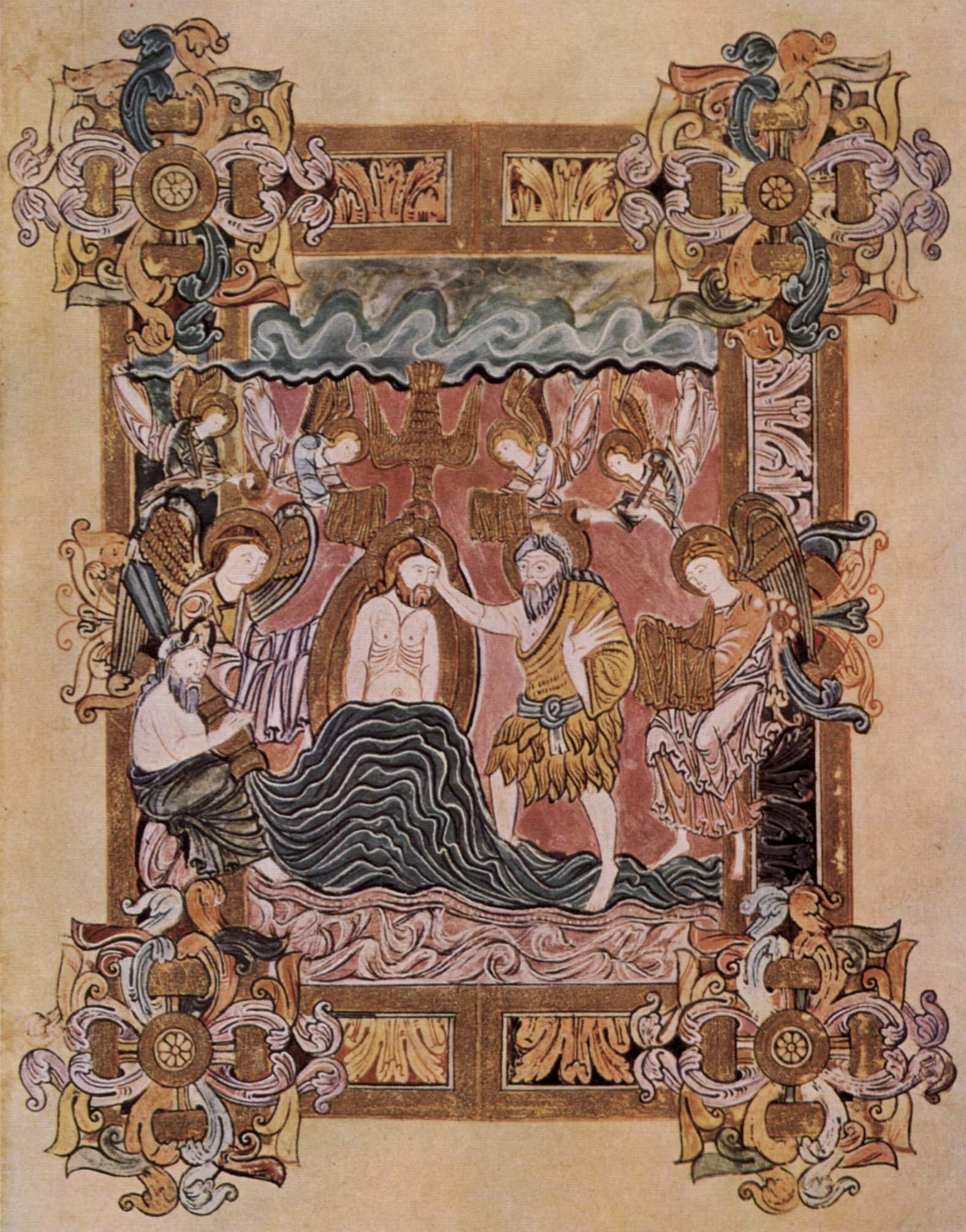
Il foglio 25r del Benedizionale di Sant'Etelvoldo contiene una miniatura del Battesimo di Gesù (colore mal riprodotto).

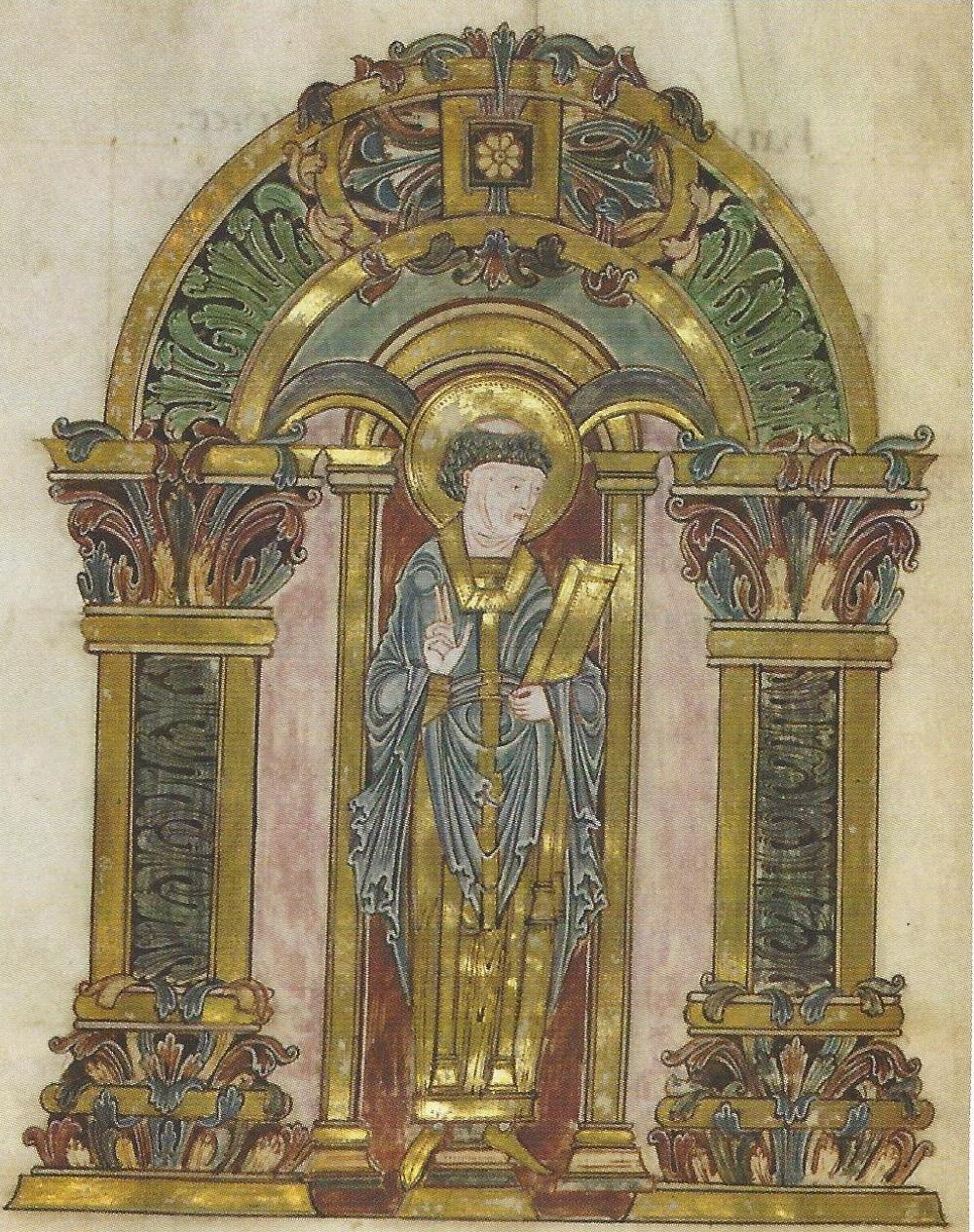
San Svitino

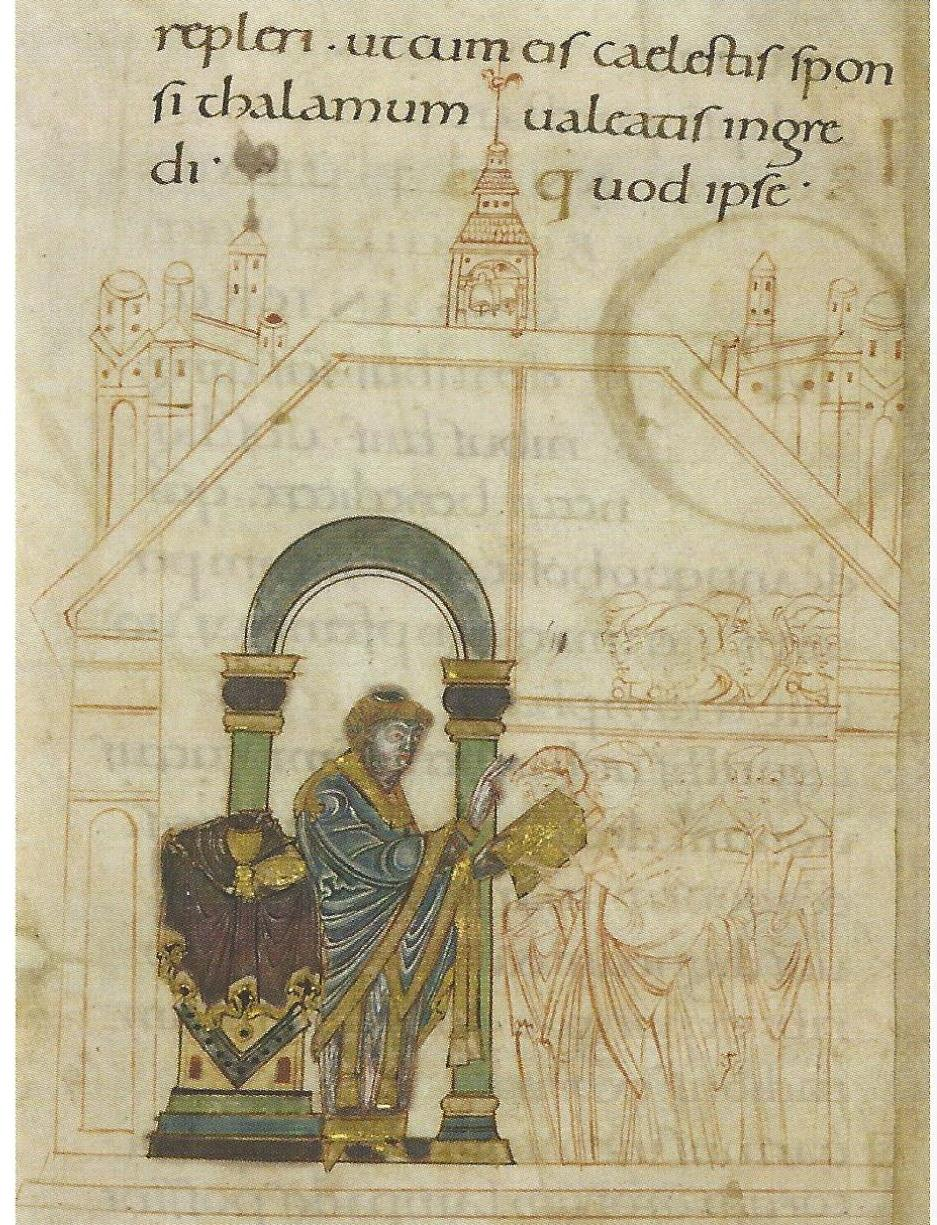
Dedicazione di una chiesa, probabilmente rappresentante Etelvoldo, f. 118v

Il Benedizionale di San'Etelvoldo (Londra, British Library, Add MS 49598) è un manoscritto miniato del X secolo, la più importante opera superstite dell'anglosassone scuola di Winchester di miniatura. Contiene le varie benedizioni pontificie usate durante la Messa nei diversi giorni dell'anno ecclesiastico insieme a un modulo per benedire i ceri usati durante la festa della Purificazione. Il manoscritto fu compilato dal monaco Godeman su richiesta di Etelvoldo, vescovo di Winchester.
Il manoscritto è decorato su una scala estremamente ricca ed è generalmente accettato come il capolavoro miniato dell'arte tardo anglosassone e dello stile Winchester. Sono presenti 28 miniature a piena pagina, altre 19 pagine incorniciate, e due iniziali istoriate a tutta pagina, di cui una incorniciata. L'opera è incompleta e probabilmente erano previste altre 15 miniature a piena pagina e più pagine incorniciate. Come per la maggior parte dei manoscritti, le miniature, a parte l'oro e l'argento, erano dipinte ad acquerello.
Venne utilizzata una vasta gamma di colori, molti sovraverniciati per ottenere un effetto diverso, e molto oro e argento. Lo stile delle miniature è caratterizzato da colori brillanti ed esuberanti ornamenti d'acanto. Influenze della miniatura carolingia emergono dall'elegante scrittura carolina del libro e dai suoi dipinti che attingono alle scuole di Ada e Reims; Ada nelle "pose statuarie, i veli spiegazzati e le pieghe diagonali dei drappeggi", Reims nelle nuvole vorticose. Traspare un forte senso di inglesità nell'"esaltante danza del colore e delle linee" e nell'agile pennellata che libera le figure per "scivolare senza sforzo sulle cornici".

## Storia
Il manoscritto venne realizzato tra il 963 e il 984, probabilmente negli anni 970. I fogli 4r e 5v contengono un'iscrizione latina che descrive come venne realizzato il manoscritto.
Un vescovo, il grande Etelvoldo, che il Signore aveva nominato patrono di Winchester, ordinò a un certo monaco a lui suddito di scrivere il presente libro... Comandò anche che si facessero in questo libro molte cornici ben ornate e piene di varie figure ornate di molti bei colori e d'oro. Questo libro il suddetto Boanerges fece indire per se stesso... Tutti coloro che guardano questo libro preghino sempre che dopo il termine della carne io possa dimorare in cielo. Lo scriba Godeman, come un supplice, lo chiede ardentemente
Etelvoldo I fu vescovo di Winchester dal 29 novembre 963 fino alla sua morte il 1º agosto 984, quindi il manoscritto fu prodotto tra quelle date. La benedizione per la festa di San Svitino menziona i miracoli compiuti da Svitino, il che ha portato H.A. Wilson a concludere che la benedizione non poteva essere stata composta prima della traslazione delle reliquie di Svitino il 15 luglio 971. Nel manoscritto viene dato un risalto a Sant'Eteldreda cosa che indicherebbe che non sarebbe stato realizzato fino a dopo il 970, quando Etelvoldo aveva rifondato l'abbazia di Ely, che era stata fondata da Eteldreda. R. Deshman ha sostenuto che i disegni aggiunti al Messale Leofrico (Oxford, Bodleian Library, MS Bodley 579) intorno al 979 furono influenzati dalle illustrazioni del Benedizionale di Sant'Etelvoldo, il che significa che fu probabilmente prodotto prima del 979.
Lo scriba, Godeman, era un monaco dell'Old Minster a Winchester e potrebbe essere appartenuto al gruppo di monaci di Abingdon che Etelvoldo collocò nella cattedrale di Winchester per sostituire i Canonici che erano stati lì in precedenza. Nel 973 Etelvoldo collocò Godeman nella nuova fondazione a Thorney, sia come rappresentante visto che era stato nominate Abate, o come Abate in proprio. Dopo la morte di Etelvoldo, Godeman continuò come abate di Thorney. Il Libro rosso di Thorney afferma che Godeman era il cappellano personale di Etelvoldo.
Si presume che i Benedettini fossero rimasti a Winchester dopo la morte di Etelvoldo. Tuttavia, la rilegatura è stata rinforzata con un elenco di reliquie del XV secolo a Hyde Abbey, il che potrebbe significare che il manoscritto si trovava ad Hyde Abbey durante una parte del Medioevo. Nel XVII secolo fu in possesso di Henry Compton, che fu Master dell'Hospital of St. Cross, Winchester, e che in seguito divenne Vescovo di Oxford (1674) e poi Vescovo di Londra (1675). Il vescovo Compton morì nel 1713 e il manoscritto passò a suo nipote, il gen. Hatton Compton, tenente della Torre. Il generale Compton diede il manoscritto a William Cavendish, II duca di Devonshire e fu poi acquistato dalla British Library dai discendenti del duca.

## Testo
Il testo latino contiene le benedizioni lette da un vescovo durante la messa. Ogni giorno dell'anno liturgico e la festa di ogni santo avevano una benedizione diversa. Il manoscritto contiene benedizioni per la festa di tre santi, San Vedasto, Sant'Eteldreda e San Svitino, che sono feste locali e non sarebbero state trovate in un benedizionale di un'altra zona. Il testo sembra essere una fusione di un benedizionale "gregoriano" derivato dal supplemento di San Benedetto d'Aniane al cosiddetto Hadrianum, un sacramentario di Roma che era stato in uso papale, e un testo gallicano dell'VIII secolo. Il manoscritto contiene anche diverse benedizioni composte a Winchester. Il testo "ibrido" trovato nel benedizionale di Sant'Etelvoldo si trova anche nel benedizionale Ramsey (Parigi, Bibliothèque Nationale, MS lat. 987), che potrebbe essere stato scritto anche da Godeman. Non è certo quale dei manoscritti fosse l'originale, sebbene A.J. Prescott abbia sostenuto che il benedizionale Ramsey sia stato scritto da Godeman, usando istruzioni dategli da Etelvoldo, per essere inviato altrove; e che Etelvoldo fu così soddisfatto del risultato che se ne fece fare un'altra copia. Dumville ha sostenuto che il testo ibrido in realtà precede sia il benedizionale di Ramsey che quello di Etelvoldo. Il testo ibrido, tuttavia, doveva essere molto influente in Inghilterra e Francia nel X e XI secolo.